# Amy Hetzel
Pour les articles homonymes, voir Hetzel.
Amy Hetzel, née le 27 avril 1983 à Rockhampton, est une joueuse australienne de water-polo.

## Palmarès
- Jeux olympiques d'été de 2008 à Pékin
  -  médaille de bronze au tournoi olympique